# 迪恩巴赫河 (奧拉赫河支流)
47°42′03″N 11°53′20″E / 47.70075°N 11.88899°E

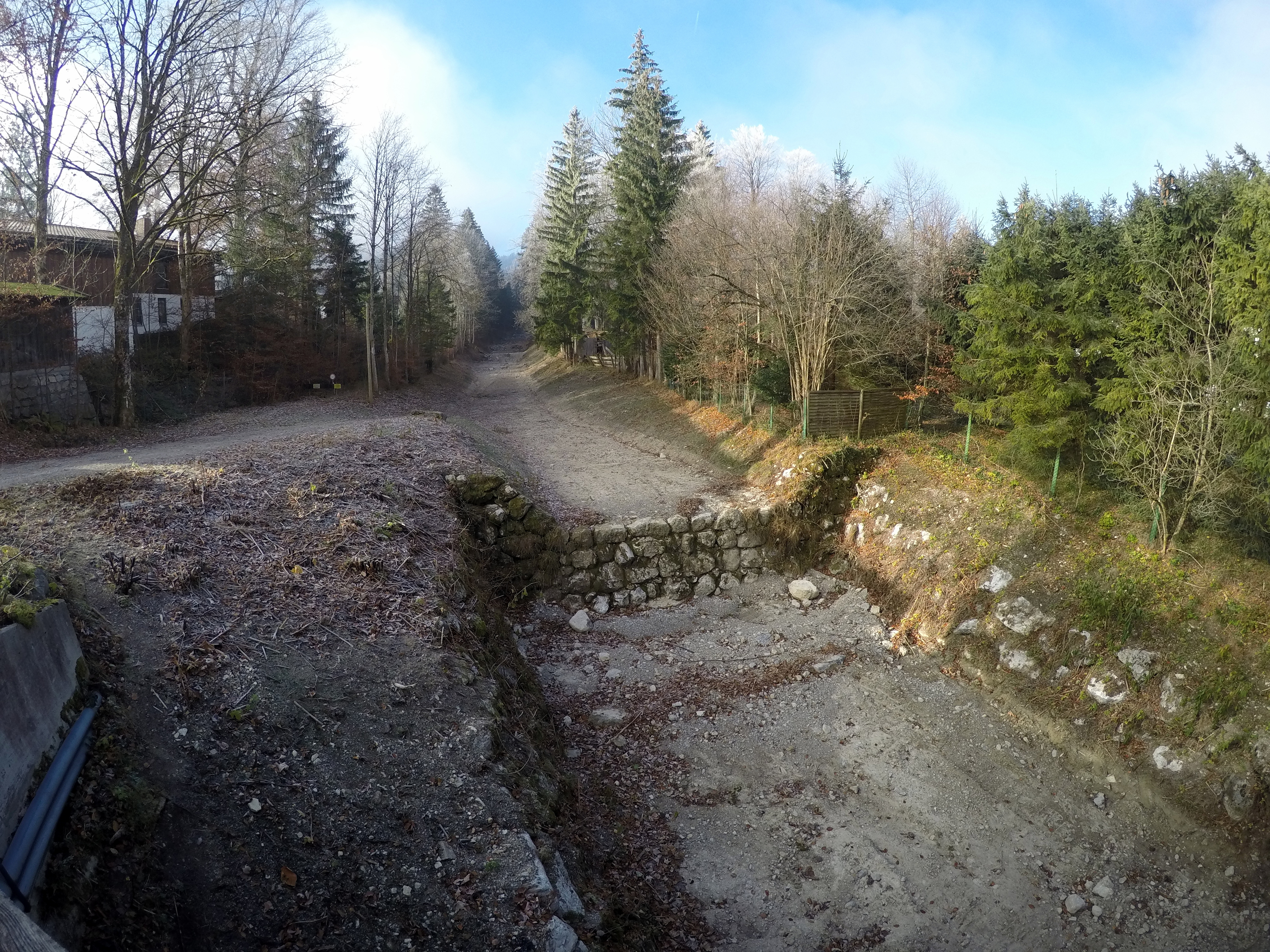

迪恩巴赫河（德語：Dürnbach），是德國的河流，位於該國東南部，由巴伐利亞負責管轄，屬於奧拉赫河的左支流，河道全長6.7公里，流域面積4.6平方公里。